# آشور دانن بال
آشور دانن بال (Assur danin Pal) هو ابن إمبراطور بلاد آشور شلمنصر الثالث، عاش في القرن الثامن قبل الميلاد. ثار على أبيه ليستولي على الحكم. لكن ابن شلمنصر الثالث المسمى شامشي رامن الثاني
(المعروف أيضاً بشمشي أداد الخامس) سحق ثورة أخيه.
سعى آشور دانن بال للتحالف مع الملك البابلي مردوخ بلاصو إقبي (Marduk-balatsuiqbi) مٌحاولاً أن يهزم أخاه. لكن شامشي رامين الثاني أخذ أربع فرق عسكرية لهزيمة جيش المريدي للبابليين. استسلم اشور دانن بال في النهاية.